# Вигнанська сільська рада
Вигнанська сільська рада — колишня адміністративно-територіальна одиниця та орган місцевого самоврядування у Старокостянтинівському і Любарському районах Шепетівської, Волинської і Бердичівської округ, Вінницької і Житомирської областей УРСР та України з адміністративним центром у с. Вигнанка.

## Населені пункти
Сільській раді були підпорядковані населені пункти:
- с. Вигнанка

## Населення
Кількість населення ради, станом на 1923 рік, становила 2 005 осіб, кількість дворів — 481.
Відповідно до перепису населення СРСР, станом на 17 грудня 1926 року, чисельність населення ради становила 2 140 осіб, з них, за статтю: чоловіків — 1 005, жінок — 1 135; етнічний склад: українців — 2 115, євреїв — 8, поляків — 12, інші — 3. Кількість господарств — 493, з них, несільського типу — 1.
Відповідно до результатів перепису населення СРСР, кількість населення ради, станом на 12 січня 1989 року, складала 707 осіб.
Станом на 5 грудня 2001 року, відповідно до перепису населення України, кількість мешканців сільської ради становила 693 особи.

## Склад ради
Рада складалася з 12 депутатів та голови.

## Керівний склад сільської ради
| ПІБ                      | Основні відомості                                                 | Дата обрання | Дата звільнення |
| ------------------------ | ----------------------------------------------------------------- | ------------ | --------------- |
| Швед Анатолій Михайлович | Сільський голова, 1969 року народження, освіта, безпартійний      | 26.03.2006   | 31.10.2010      |
| Швед Анатолій Михайлович | Сільський голова, 1969 року народження, освіта вища, безпартійний | 31.10.2010   |                 |

Примітка: таблиця складена за даними джерела

## Історія
Створена 1923 року в складі сіл Вигнанка та Мехеринці Остропільської волості Полонського повіту Волинської губернії. Станом на 15 червня 1926 року на обліку в раді числяться хутори Гончариха та Грабівці, які на 1 жовтня 1941 року не перебували на обліку населених пунктів.
Станом на 1 вересня 1946 року сільська рада входила до складу Любарського району Житомирської області, на обліку в раді перебувало с. Вигнанка.
11 серпня 1954 року, відповідно до указу Президії Верховної ради УРСР «Про укрупнення сільських рад по Житомирській області», сільську раду ліквідовано, територію та населені пункти приєднано до складу Провалівської сільської ради Любарського району. Відновлена 10 березня 1966 року, відповідно до рішення Житомирського облвиконкому № 126 «Про утворення сільських рад та зміни в адміністративному підпорядкуванні деяких населених пунктів області», в складі сіл Вигнанка та Провалівка Пединківської сільської ради Любарського району Житомирської області.
Станом на 1 січня 1972 року сільська рада входила до складу Любарського району Житомирської області, на обліку в раді перебували села Вигнанка та Провалівка.
12 серпня 1974 року, відповідно до рішення ЖОВК № 342 «Про зміни в адміністративно-територіальному поділі окремих районів області в зв'язку з укрупненням колгоспів», с. Провалівка передане до складу Пединської сільської ради Любарського району.
Виключена 17 липня 2020 року. Територію та населені пункти ради, відповідно до розпорядження Кабінету Міністрів України № 711-р від 12 червня 2020 року «Про визначення адміністративних центрів та затвердження територій територіальних громад Житомирської області», включено до складу Любарської селищної територіальної громади Житомирського району Житомирської області.
Входила до складу Старокостянтинівського (7.03.1923 р.) та Любарського (21.08.1924 р., 10.03.1966 р.) районів.